# Адам, Франц
Фра́нц А́дам (4 мая 1815 — 30 сентября 1886) — немецкий живописец из Мюнхена.

## Биография
Второй сын Альбрехта Адама и его ученик. Составил себе известность даровитого изобразителя солдатского быта, сражений и в особенности лошадей. От своего отца отличается большим реализмом, являясь очень искусным также в сценах из венгерской народной жизни, за которые пользовался уважением в Австрии; известен, кроме того, несколькими прекрасно исполненными конными портретами.
Могила Франца Адама находится на старом южном кладбище в Мюнхене.
Педагог, в числе его известных учеников был Георг Гримм.

## Избранные произведения
- «Дорога между Сольферино и Валеджо 24 июля 1859 г.» (1867)
- «Отступление из России в 1812 г.»
- «Битва австрийских улан с пьемонтскими драгунами во время кампании 1859 года» (1868)
- «Битва с французами при Флоане, под Седаном» (1879)
- «Первый армейский корпус при взятии Орлеана 10 октября 1870 года» (1879)
- «Транспорт пленных после Седанской битвы»
- «Кроатский постой в вилле Местре»
- конные портреты императора Франца-Иосифа и фельдмаршала Вреде (1859).
- «Две лежащие собаки» (1855)
- «В конюшне» (1860)
- «Битва с французами при Флоане, под Седаном» (1879)
- «Наполеон в Египте» (1840)
- «Путешествие Людовика Четырнадцатого»[3]

## Галерея

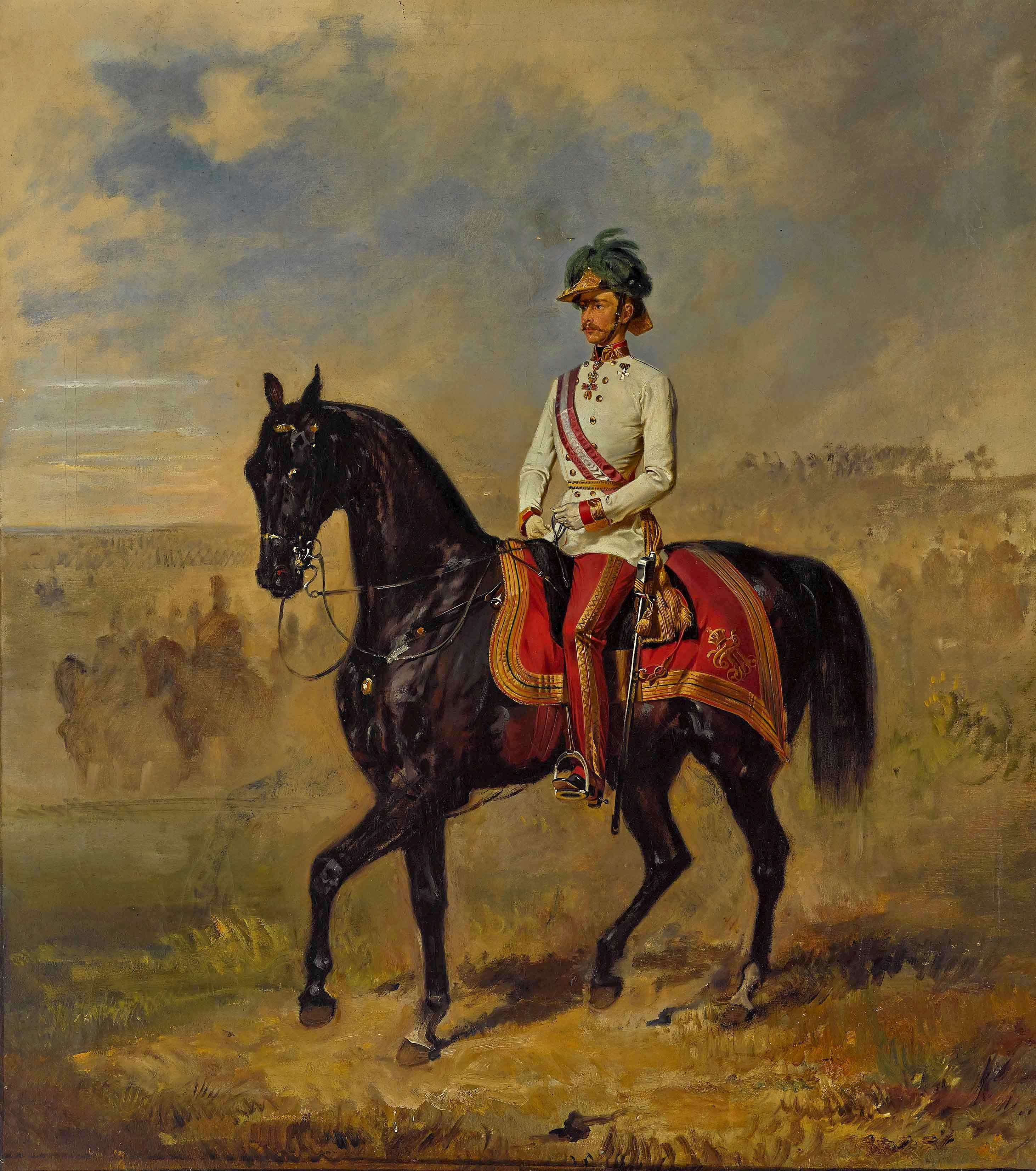
Император Австрии Франц Иосиф
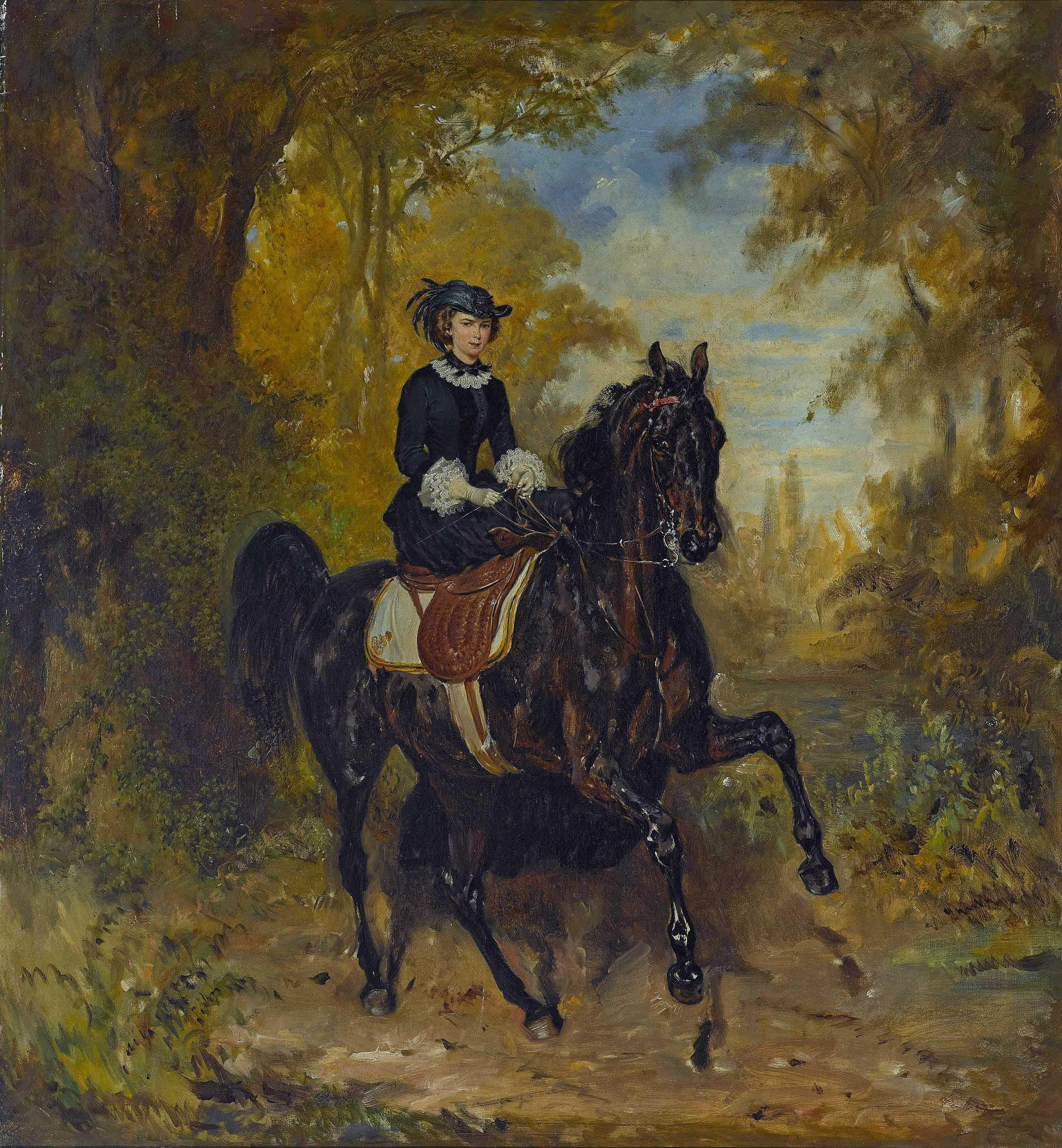
Императрица Австрии Елизавета
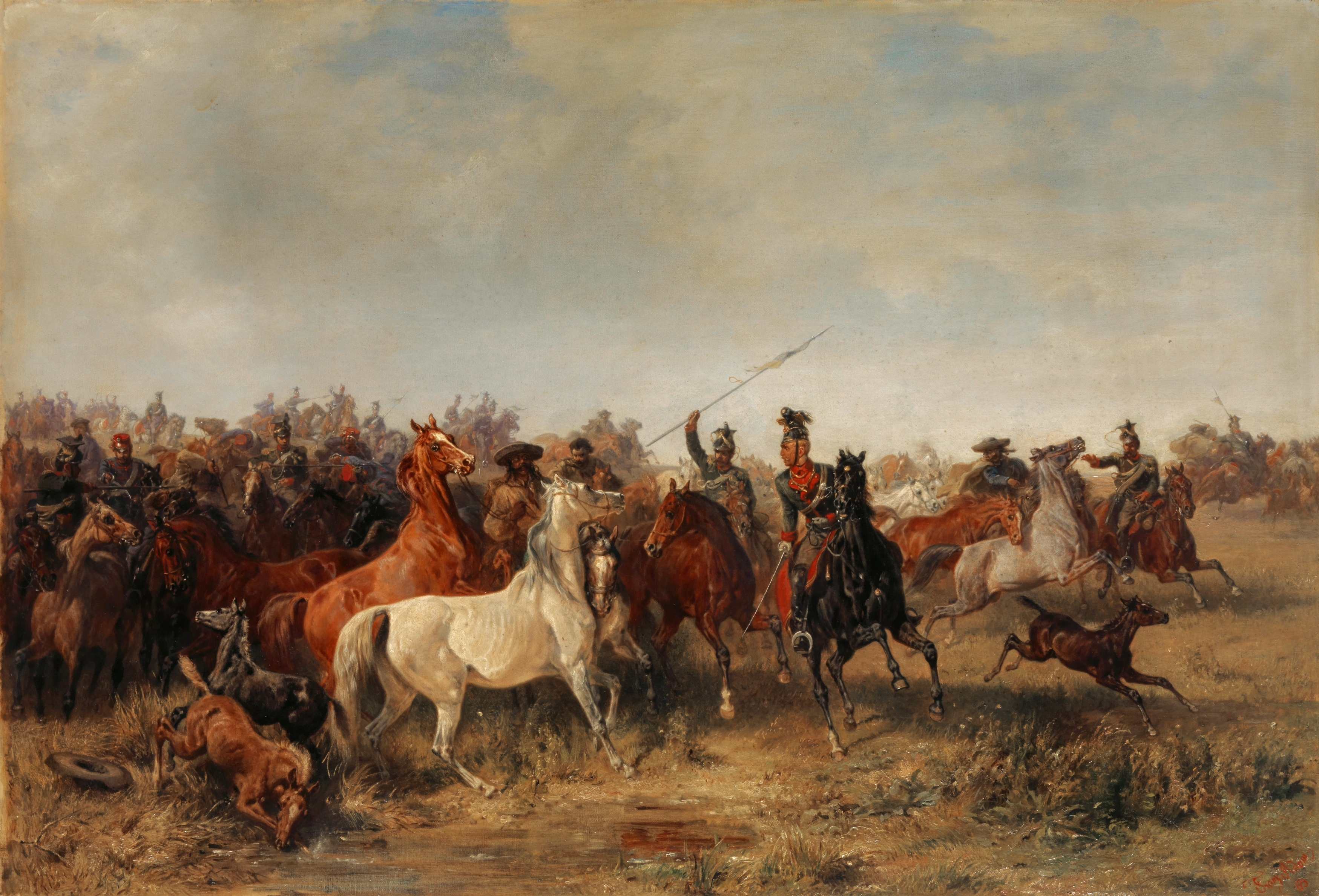
Австрийские уланы в ходе подавления Венгерского восстания преследует табун лошадей, предназначенный для венгерских гусар
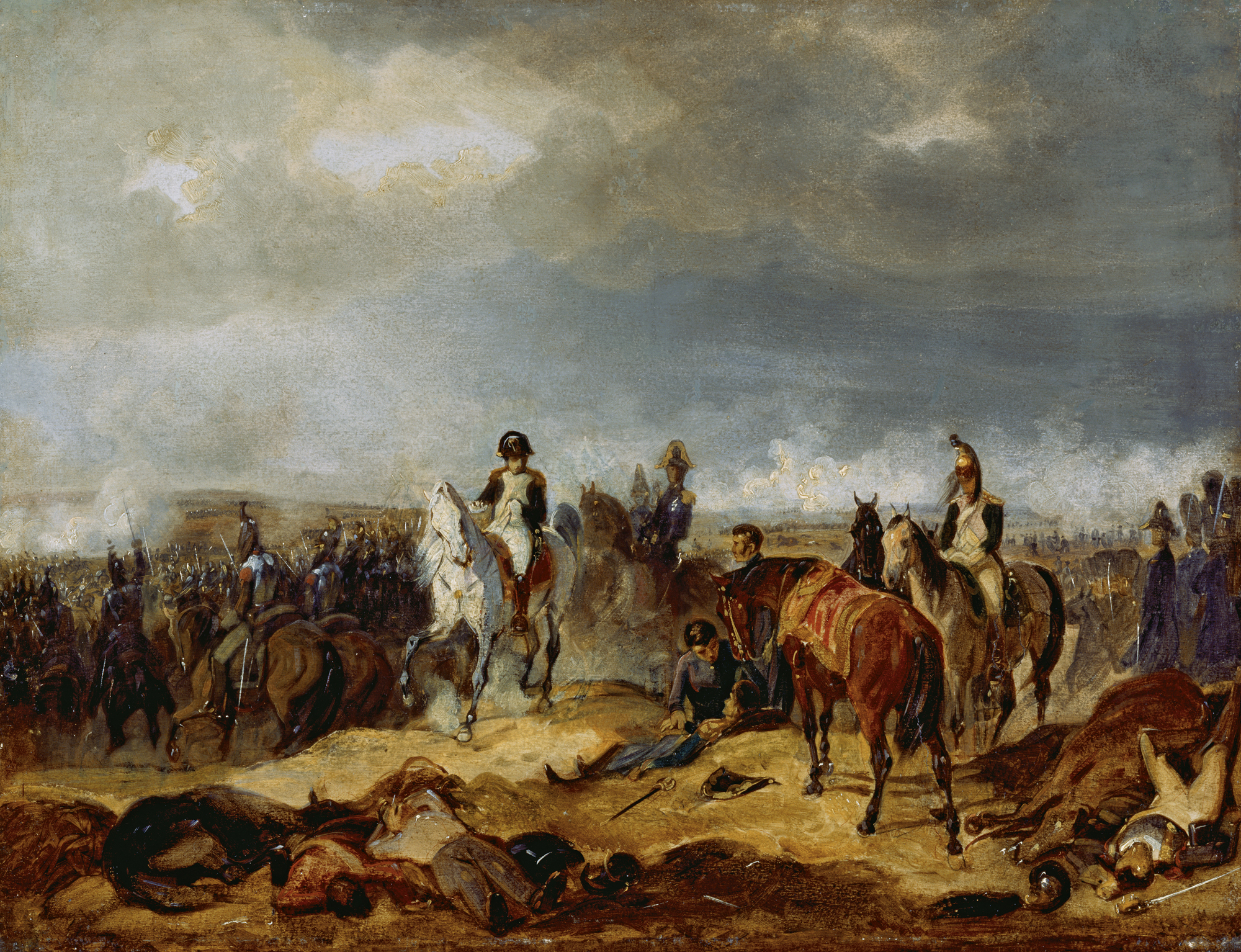
Император Наполеон на поле сражения
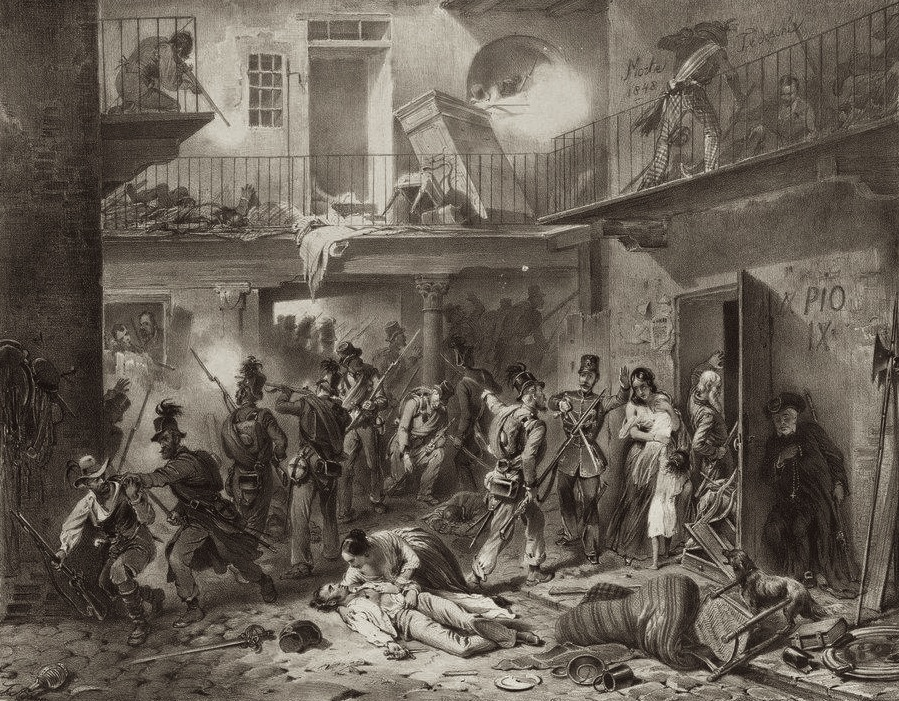
Австрийские войска подавляют восстание в Милане
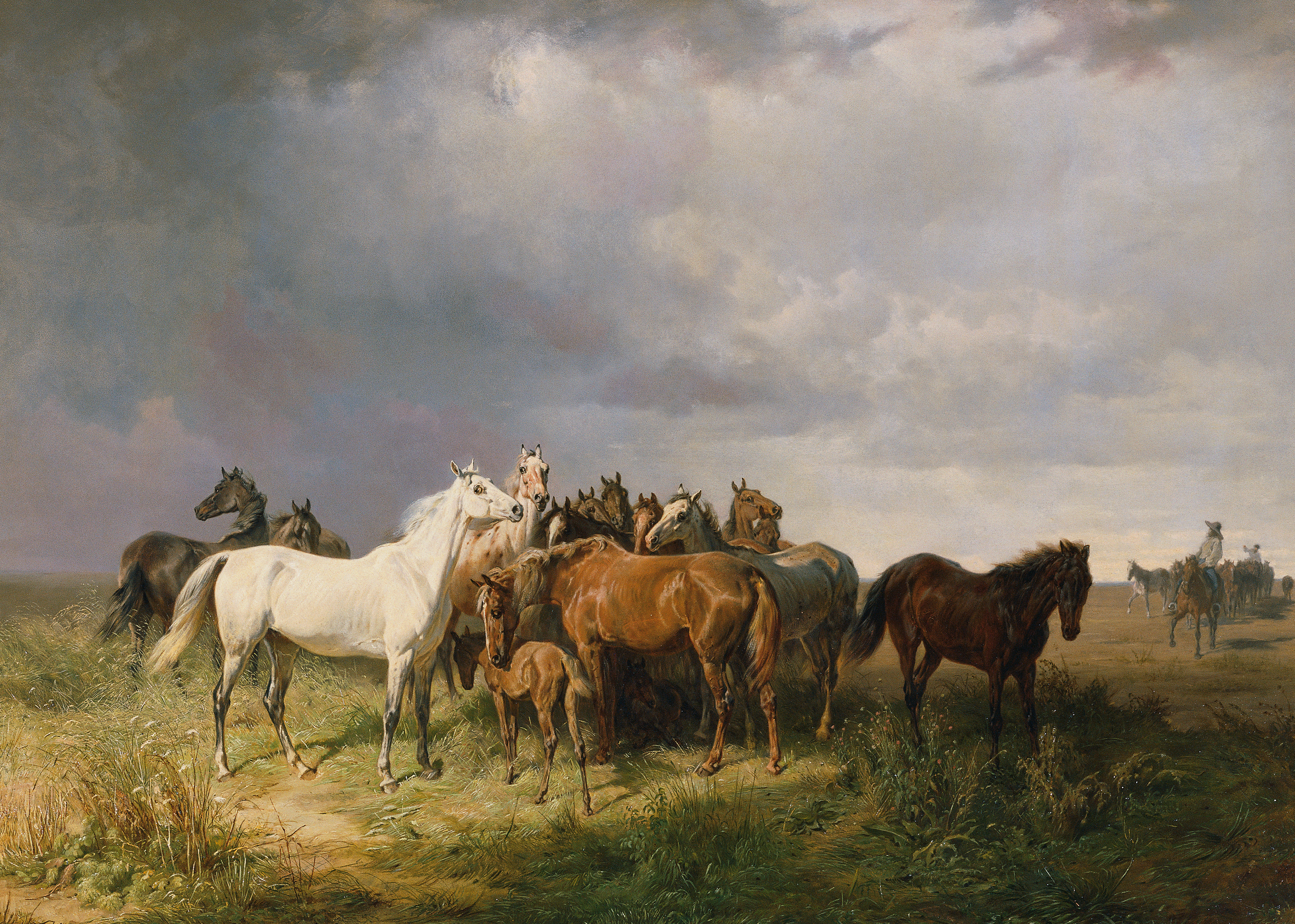
Табун лошадей
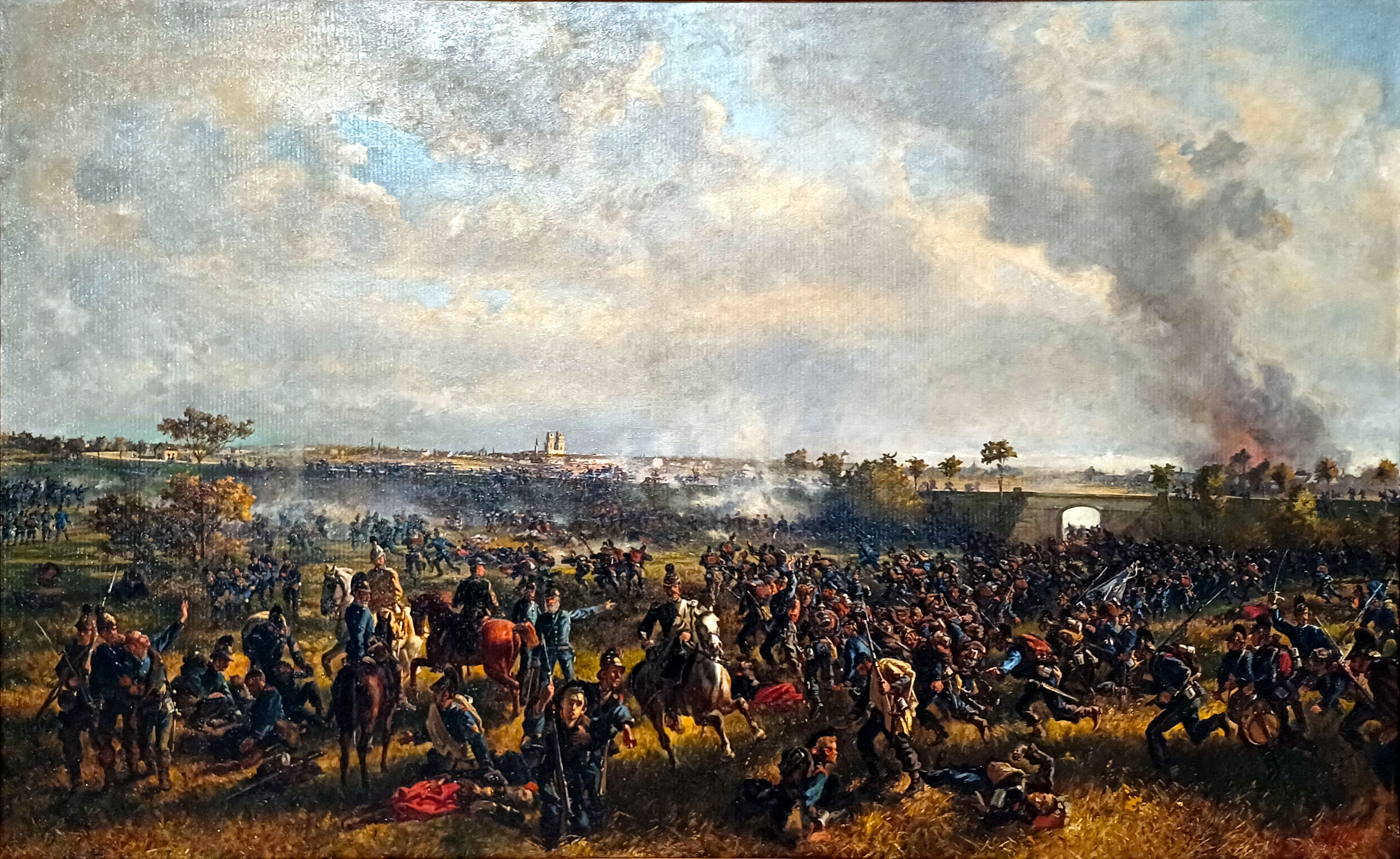
Эпизод Франко-прусской войны. Первый армейский корпус при взятии Орлеана 10 октября 1870 года.
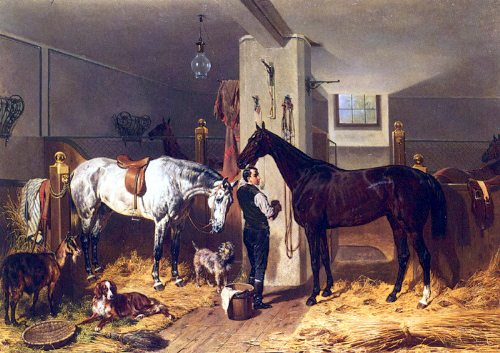
На конюшне (1860)